# Metalimnobia (Metalimnobia) solitaria
Metalimnobia (Metalimnobia) solitaria is een tweevleugelige uit de familie steltmuggen (Limoniidae). De soort komt voor in het Nearctisch gebied.